# Star Wars (fumetto 1977)
Star Wars è una serie a fumetti statunitense, pubblicata in 107 volumi a cadenza mensile più tre annuali da Marvel Comics tra il 12 aprile 1977 e il 27 maggio 1986. La serie è stata composta da un team di scrittori e artisti che si sono avvicendati nel corso della pubblicazione, tra i quali Roy Thomas, Archie Goodwin, Mary Jo Duffy, David Michelinie, Howard Chaykin, Carmine Infantino, Al Williamson e Walter Simonson.
Il fumetto fa parte dell'Universo espanso di Guerre stellari e raccoglie gli adattamenti dei film Guerre stellari e L'Impero colpisce ancora più altre storie inedite ambientate nei periodi intercorrenti e successivi alle pellicole della trilogia originale.

## Storia editoriale
Nel 1975 la Lucasfilm contattò il direttore della Marvel Comics Stan Lee, proponendo la pubblicazione di un fumetto di Guerre stellari che precedesse l'uscita del film, in modo da attirare e incuriosire il pubblico che con maggior probabilità si sarebbe interessato al lungometraggio. Lee declinò inizialmente l'offerta, rifiutando di avventurarsi nel progetto prima del completamento del film, ma in seguito si convinse anche grazie all'intercessione di Roy Thomas, che era interessato a curare la serie. Considerando che fumetti tie-in a film raramente ottenevano buoni livelli di vendite, Lee spuntò un accordo che non prevedeva royalties alla Lucasfilm fintanto che le vendite non avessero superato le 100 000 copie.
Il 12 aprile 1977, un mese prima dell'uscita del film Guerre stellari, la Marvel mise in commercio il primo volume della serie a fumetti. I primi sei numeri, scritti da Roy Thomas e illustrati da Howard Chaykin, costituivano un adattamento del film Guerre stellari. A partire dal numero 7 di gennaio 1978, la serie iniziò a pubblicare racconti inediti sempre ad opera di Thomas e Chaykin, i quali però lasciarono di lì a poco a causa delle eccessive ingerenze e limitazioni da parte della Lucasfilm. I due vennero quindi sostituiti a partire dal numero 11 del maggio 1978 dallo scrittore Archie Goodwin e dall'illustratore Carmine Infantino.
Con l'uscita del secondo film della serie di Guerre stellari, L'Impero colpisce ancora, il fumetto mise in cantiere un adattamento anche di questa pellicola, scritto da Goodwin e illustrato da Al Williamson e Carlos Garzon su sei numeri consecutivi, dal volume 39 del settembre 1980 al numero 44 del febbraio 1981. Williamson venne scelto come disegnatore dell'arco narrativo su specifica richiesta della Lucasfilm, dal momento che il creatore della serie George Lucas era rimasto colpito dai lavori dell'artista con la EC Comics.
A partire dal numero 51 di settembre 1981 il team creativo responsabile del fumetto cambiò ancora, con David Michelinie ai testi e Walter Simonson ai disegni. Quando uscì il film Il ritorno dello Jedi, l'adattamento della pellicola non trovò spazio sulla testata principale, ma fu pubblicato come miniserie separata di quattro numeri dal titolo Il ritorno dello Jedi. A partire dal 1984 la serie a fumetti fu scritta soprattutto da Mary Jo Duffy a cui venne affiancata nell'ultimo anno e mezzo l'illustratrice Cynthia Martin ai disegni. La serie si concluse infine il 27 maggio 1986, contando in totale 107 numeri e 3 speciali annuali.
Un 108º numero celebrativo, Forever Crimson, è stato pubblicato dalla Marvel Comics il 29 maggio 2019. Il one-shot, che funge da sequel alla storia contenuta nel numero 50 della serie The Crimson Forever, è stato scritto da Matthew Rosenberg e illustrato da un team di artisti che include Giuseppe Camuncoli, Luke Ross e Kerry Gammill.

### Volumi
| N.        | Titolo                                      | Data pubblicazione | Testi                         | Disegni                       | Fonte   |
| --------- | ------------------------------------------- | ------------------ | ----------------------------- | ----------------------------- | ------- |
| 1         | -                                           | 12 aprile 1977     | Roy Thomas                    | Howard Chaykin                | [ 1 ]   |
| 2         | Six Against the Galaxy                      | 10 maggio 1977     | Roy Thomas                    | Howard Chaykin                | [ 13 ]  |
| 3         | Death Star!                                 | 7 giugno 1977      | Roy Thomas                    | Howard Chaykin                | [ 14 ]  |
| 4         | In Battle with Darth Vader                  | 12 luglio 1977     | Roy Thomas                    | Howard Chaykin                | [ 15 ]  |
| 5         | Lo, The Moons of Yavin!                     | 10 agosto 1977     | Roy Thomas                    | Howard Chaykin                | [ 16 ]  |
| 6         | Is This the Final Chapter?                  | 13 settembre 1977  | Roy Thomas                    | Howard Chaykin                | [ 17 ]  |
| 7         | New Planets, New Perils!                    | 11 ottobre 1977    | Roy Thomas                    | Howard Chaykin                | [ 18 ]  |
| 8         | Eight for Aduba-3                           | 8 novembre 1977    | Roy Thomas                    | Howard Chaykin                | [ 19 ]  |
| 9         | Showdown on a Wasteland World!              | 13 dicembre 1977   | Roy Thomas                    | Howard Chaykin                | [ 20 ]  |
| 10        | Behemoth from the World Below               | 10 gennaio 1978    | Roy Thomas                    | Howard Chaykin                | [ 21 ]  |
| 11        | Star Search!                                | 7 febbraio 1978    | Archie Goodwin                | Carmine Infantino             | [ 22 ]  |
| 12        | Doomworld!                                  | 14 marzo 1978      | Archie Goodwin                | Carmine Infantino             | [ 23 ]  |
| 13        | Day of the Dragon Lords!                    | 11 aprile 1978     | Archie Goodwin                | Carmine Infantino             | [ 24 ]  |
| 14        | The Sound of Armageddon                     | 9 maggio 1978      | Archie Goodwin                | Carmine Infantino             | [ 25 ]  |
| 15        | Star Duel                                   | 27 giugno 1978     | Archie Goodwin                | Carmine Infantino             | [ 26 ]  |
| 16        | The Hunter                                  | 25 luglio 1978     | Archie Goodwin                | Walter Simonson               | [ 27 ]  |
| 17        | Crucible                                    | 22 agosto 1978     | Archie Goodwin                | Herb Trimpe                   | [ 28 ]  |
| 18        | The Empire Strikes                          | 26 settembre 1978  | Archie Goodwin                | Carmine Infantino             | [ 29 ]  |
| 19        | The Ultimate Gamble                         | 24 ottobre 1978    | Archie Goodwin                | Carmine Infantino             | [ 30 ]  |
| 20        | Deathgame                                   | 21 novembre 1978   | Archie Goodwin                | Carmine Infantino             | [ 31 ]  |
| 21        | Shadow of a Dark Lord                       | 19 dicembre 1978   | Archie Goodwin                | Carmine Infantino             | [ 32 ]  |
| 22        | To the Last Gladiator                       | 23 gennaio 1979    | Archie Goodwin                | Carmine Infantino             | [ 33 ]  |
| 23        | Flight Into Fury                            | 10 febbraio 1979   | Archie Goodwin                | Carmine Infantino             | [ 34 ]  |
| 24        | Silent Drifting                             | 27 marzo 1979      | Mary Jo Duffy                 | Carmine Infantino             | [ 35 ]  |
| 25        | Siege at Yavin                              | 24 aprile 1979     | Archie Goodwin                | Carmine Infantino             | [ 36 ]  |
| 26        | Doom Mission                                | 22 maggio 1979     | Archie Goodwin                | Carmine Infantino             | [ 37 ]  |
| 27        | Return of the Hunter                        | 26 giugno 1979     | Archie Goodwin                | Carmine Infantino             | [ 38 ]  |
| 28        | What Ever Happened to Jabba the Hut?        | 24 luglio 1979     | Archie Goodwin                | Carmine Infantino             | [ 39 ]  |
| 29        | Dark Encounter                              | 28 agosto 1979     | Archie Goodwin                | Carmine Infantino             | [ 40 ]  |
| 30        | A Princess Alone                            | 25 settembre 1979  | Archie Goodwin                | Carmine Infantino             | [ 41 ]  |
| 31        | Return to Tatooine                          | 23 ottobre 1979    | Archie Goodwin                | Carmine Infantino             | [ 42 ]  |
| 32        | The Jawa Express                            | 27 novembre 1979   | Archie Goodwin                | Carmine Infantino             | [ 43 ]  |
| 33        | Saber Clash                                 | 25 dicembre 1979   | Archie Goodwin                | Carmine Infantino             | [ 44 ]  |
| 34        | Thunder in the Stars                        | 22 gennaio 1980    | Archie Goodwin                | Carmine Infantino             | [ 45 ]  |
| 35        | Dark Lord's Gambit                          | 26 febbraio 1980   | Archie Goodwin                | Carmine Infantino             | [ 46 ]  |
| 36        | Red Queen Rising                            | 25 marzo 1980      | Archie Goodwin                | Carmine Infantino             | [ 47 ]  |
| 37        | In Mortal Combat                            | 22 aprile 1980     | Archie Goodwin                | Carmine Infantino             | [ 48 ]  |
| 38        | Riders in the Void                          | 27 maggio 1980     | Archie Goodwin                | Michael Golden                | [ 49 ]  |
| 39        | The Empire Strikes Back: Beginning          | 24 giugno 1980     | Archie Goodwin                | Al Williamson e Carlos Garzon | [ 50 ]  |
| 40        | The Empire Strikes Back: Battleground Hoth  | 22 luglio 1980     | Archie Goodwin                | Al Williamson e Carlos Garzon | [ 51 ]  |
| 41        | The Empire Strikes Back: Imperial Pursuit   | 2 settembre 1980   | Archie Goodwin                | Al Williamson e Carlos Garzon | [ 52 ]  |
| 42        | The Empire Strikes Back: To Be a Jedi       | 23 settembre 1980  | Archie Goodwin                | Al Williamson e Carlos Garzon | [ 53 ]  |
| 43        | The Empire Strikes Back: Betrayal at Bespin | 28 ottobre 1980    | Archie Goodwin                | Al Williamson e Carlos Garzon | [ 54 ]  |
| 44        | The Empire Strikes Back: Duel a Dark Lord   | 25 novembre 1980   | Archie Goodwin                | Al Williamson e Carlos Garzon | [ 55 ]  |
| 45        | Death Probe                                 | 23 dicembre 1980   | Archie Goodwin                | Carmine Infantino             | [ 56 ]  |
| 46        | The Dreams of Cody Sunn-Childe              | 20 gennaio 1981    | J.M. DeMatteis                | Carmine Infantino             | [ 57 ]  |
| 47        | Droid World                                 | 24 febbraio 1981   | Archie Goodwin                | Carmine Infantino             | [ 58 ]  |
| 48        | The Third Law                               | 24 marzo 1981      | Larry Hama                    | Carmine Infantino             | [ 59 ]  |
| 49        | The Last Jedi                               | 21 aprile 1981     | Mike W. Barr                  | Walter Simonson               | [ 60 ]  |
| 50        | The Crimson Forever                         | 19 maggio 1981     | Archie Goodwin                | Tom Palmer                    | [ 61 ]  |
| 51        | Resurrection of Evil                        | 16 giugno 1981     | David Michelinie              | Walter Simonson               | [ 62 ]  |
| 52        | To Take the Tarkin                          | 21 luglio 1981     | David Michelinie              | Walter Simonson               | [ 63 ]  |
| 53        | The Last Gift From Alderaan!                | 18 agosto 1981     | Chris Claremont               | Carmine Infantino             | [ 64 ]  |
| 54        | Starfire Rising                             | 22 settembre 1981  | Chris Claremont               | Carmine Infantino             | [ 65 ]  |
| 55        | Plif!                                       | 20 ottobre 1981    | David Michelinie              | Walter Simonson               | [ 66 ]  |
| 56        | Coffin in the Clouds                        | 24 novembre 1981   | David Michelinie              | Walter Simonson               | [ 67 ]  |
| 57        | Hello, Bespin, Good-bye!                    | 15 dicembre 1981   | David Michelinie              | Walter Simonson               | [ 68 ]  |
| 58        | Sundown!                                    | 19 gennaio 1982    | David Michelinie              | Walter Simonson               | [ 69 ]  |
| 59        | Bazarre                                     | 16 febbraio 1982   | David Michelinie              | Walter Simonson               | [ 70 ]  |
| 60        | Shira's Story                               | 16 marzo 1982      | David Michelinie              | Walter Simonson               | [ 71 ]  |
| 61        | Screams in the Void                         | 13 aprile 1982     | David Michelinie              | Walter Simonson               | [ 72 ]  |
| 62        | Pariah!                                     | 18 maggio 1982     | David Michelinie              | Walter Simonson               | [ 73 ]  |
| 63        | The Mind Spider!                            | 15 giugno 1982     | David Michelinie              | Tom Palmer                    | [ 74 ]  |
| 64        | Serphidian Eyes                             | 13 luglio 1982     | David Michelinie              | Joe Brozowski                 | [ 75 ]  |
| 65        | Golrath Never Forgets                       | 17 agosto 1982     | David Michelinie              | Tom Palmer                    | [ 76 ]  |
| 66        | The Water Bandits                           | 14 settembre 1982  | David Michelinie              | Walter Simonson               | [ 77 ]  |
| 67        | The Darker                                  | 19 ottobre 1982    | David Michelinie              | Ron Frenz                     | [ 78 ]  |
| 68        | The Search Begins                           | 19 ottobre 1982    | David Michelinie              | Gene Day                      | [ 79 ]  |
| 69        | Death in the City of Bone                   | 14 dicembre 1982   | David Michelinie              | Gene Day                      | [ 80 ]  |
| 70        | The Stenax Shuffle                          | 18 gennaio 1983    | Mary Jo Duffy                 | Kerry Gammill                 | [ 81 ]  |
| 71        | Return to Stenos                            | 15 febbraio 1983   | Mary Jo Duffy                 | Ron Frenz                     | [ 82 ]  |
| 72        | Fool's Bounty                               | 15 marzo 1983      | Mary Jo Duffy                 | Ron Frenz                     | [ 83 ]  |
| 73        | Lahsbane                                    | 12 aprile 1983     | Mary Jo Duffy                 | Ron Frenz                     | [ 84 ]  |
| 74        | The Iskalon Effect                          | 17 maggio 1983     | Mary Jo Duffy                 | Ron Frenz                     | [ 85 ]  |
| 75        | Tidal                                       | 14 giugno 1983     | Mary Jo Duffy                 | Ron Frenz                     | [ 86 ]  |
| 76        | Artoo-Detoo to the Rescue                   | 19 luglio 1983     | Mary Jo Duffy                 | Ron Frenz                     | [ 87 ]  |
| 77        | Chanteuse of the Stars...                   | 16 agosto 1983     | Mary Jo Duffy                 | Ron Frenz                     | [ 88 ]  |
| 78        | Hoth Stuff!                                 | 13 settembre 1983  | David Michelinie e Bob Layton | Luke McDonnell                | [ 89 ]  |
| 79        | The Big Con                                 | 18 ottobre 1983    | Mary Jo Duffy                 | Ron Frenz                     | [ 90 ]  |
| 80        | Ellie                                       | 15 novembre 1983   | Mary Jo Duffy                 | Ron Frenz                     | [ 91 ]  |
| 81        | Jawas of Doom                               | 13 dicembre 1983   | Mary Jo Duffy                 | Ron Frenz                     | [ 92 ]  |
| 82        | Diplomacy                                   | 17 gennaio 1984    | Mary Jo Duffy                 | Ron Frenz                     | [ 93 ]  |
| 83        | Sweetheart Contract                         | 14 febbraio 1984   | Linda Grant                   | Bob McLeod                    | [ 94 ]  |
| 84        | Seoul Searching                             | 20 marzo 1984      | Roy Richardson                | David Mazzucchelli            | [ 95 ]  |
| 85        | The Hero                                    | 17 aprile 1984     | Mary Jo Duffy                 | Bob McLeod                    | [ 96 ]  |
| 86        | The Alderaan Factor                         | 15 maggio 1984     | Randy Stradley                | Bob McLeod                    | [ 97 ]  |
| 87        | Still Active After All These Years          | 12 giugno 1984     | Mary Jo Duffy                 | Tom Palmer                    | [ 98 ]  |
| 88        | Figurehead                                  | 17 luglio 1984     | Mary Jo Duffy                 | Bob McLeod                    | [ 99 ]  |
| 89        | I'll See You in the Throne Room             | 14 agosto 1984     | Ann Nocenti                   | Bret Blevins                  | [ 100 ] |
| 90        | The Choice                                  | 18 settembre 1984  | Mary Jo Duffy                 | Bob McLeod                    | [ 101 ] |
| 91        | Wookiee World                               | 16 ottobre 1984    | Mary Jo Duffy                 | Tony Salmons                  | [ 102 ] |
| 92        | The Dream                                   | 13 novembre 1984   | Mary Jo Duffy                 | Jan Duursema                  | [ 103 ] |
| 93        | Catspaw                                     | 18 dicembre 1984   | Mary Jo Duffy                 | Sal Buscema                   | [ 104 ] |
| 94        | Small Wars                                  | 15 gennaio 1985    | Mary Jo Duffy                 | Cynthia Martin                | [ 105 ] |
| 95        | No Zeltrons                                 | 12 febbraio 1985   | Mary Jo Duffy                 | Cynthia Martin                | [ 106 ] |
| 96        | Duel With a Dark Lady                       | 19 marzo 1985      | Mary Jo Duffy                 | Cynthia Martin                | [ 107 ] |
| 97        | Escape                                      | 16 aprile 1985     | Mary Jo Duffy                 | Cynthia Martin                | [ 108 ] |
| 98        | Supply and Demand                           | 14 maggio 1985     | Archie Goodwin                | Al Williamson                 | [ 109 ] |
| 99        | Touch of the Goddess                        | 18 giugno 1985     | Mary Jo Duffy                 | Ron Frenz                     | [ 110 ] |
| 100       | First Strike                                | 16 luglio 1985     | Mary Jo Duffy                 | Cynthia Martin                | [ 111 ] |
| 101       | Far, Far Away                               | 13 agosto 1985     | Mary Jo Duffy                 | Cynthia Martin                | [ 112 ] |
| 102       | School Spirit                               | 17 settembre 1985  | Mary Jo Duffy                 | Sal Buscema                   | [ 113 ] |
| 103       | Tai                                         | 15 ottobre 1985    | Mary Jo Duffy                 | Cynthia Martin                | [ 114 ] |
| 104       | Nagais and Dolls                            | 17 dicembre 1985   | Mary Jo Duffy                 | Cynthia Martin                | [ 115 ] |
| 105       | The Party's Over                            | 18 febbraio 1986   | Mary Jo Duffy                 | Cynthia Martin                | [ 116 ] |
| 106       | My Hiromi                                   | 15 aprile 1986     | Mary Jo Duffy                 | Cynthia Martin                | [ 117 ] |
| 107       | All Together Now                            | 27 maggio 1986     | Mary Jo Duffy                 | Cynthia Martin                | [ 2 ]   |
| Annuale 1 | The Long Hunt                               | 13 novembre 1979   | Chris Claremont               | Mike Vosburg                  | [ 118 ] |
| Annuale 2 | Shadeshine!                                 | 17 agosto 1982     | David Michelinie              | Carmine Infantino             | [ 119 ] |
| Annuale 3 | The Apprentice                              | 9 agosto 1983      | Mary Jo Duffy                 | Klaus Janson                  | [ 120 ] |

### Riedizioni
La serie è stata ristampata numerose volte. Alcune storie e archi narrativi sono stati raccolti in riedizioni tascabili e digest, ovvero in fascicoli che comprendono più di un numero comic book originale.
La Dark Horse Comics, l'editore che ha sostituito la Marvel Comics come licenziataria dei fumetti di Guerre stellari, ha ristampato due volte la serie completa in grossi volumi da collezione. La prima ristampa ricolorata digitalmente è stata pubblicata in sette volumi dal 3 luglio 2002 al 16 luglio 2003 con il titolo Star Wars: A Long Time Ago.... La seconda ristampa, Star Wars Omnibus: A Long Time Ago...., comprende invece cinque albi ed è stata edita dal 2 giugno 2010 all'8 febbraio 2012. Quando la Marvel è tornata in possesso dei diritti sui fumetti della serie nel 2015, ha curato una ristampa di Star Wars in tre volumi omnibus.
Gli adattamenti dei due film Guerre stellari e L'Impero colpisce ancora sono stati ristampati numerose volte anche come collezioni a sé stanti. Le riedizioni più recenti sono a opera della Marvel in versioni rimodernate, ricolorate da Chris Sotomayor e con nuove copertine realizzate da Adi Granov, che ha lavorato anche come cover artist della serie Star Wars: Darth Vader. La prima, intitolata Star Wars: A New Hope, è stata pubblicata il 6 maggio 2015; il 12 agosto 2015 è uscito invece Star Wars: The Empire Strikes Back.

### Edizioni italiane
La prima edizione italiana di Star Wars è stata curata da Mondadori, che ne iniziò la pubblicazione con il titolo Guerre stellari nel novembre 1977. Ogni numero di 40 pagine comprendeva due volumetti dell'edizione originale e veniva pubblicato a cadenza mensile. Tuttavia, dopo le prime sei uscite, l'edizione italiana raggiunse quella statunitense e i numeri successivi uscirono a intervalli variabili di alcuni mesi. Inoltre, a partire dall'undicesimo numero, Mondadori ridusse le pagine di ogni albo a 32 mantenendo però sempre due storie; ciò fece sì che alcune tavole dovessero essere eliminate o riarrangiate per contenere le storie in un numero di pagine ridotto. Dopo un successo iniziale, l'interesse del pubblico per la testata venne presto meno, e la pubblicazione di Guerre stellari si interruppe nell'ottobre 1979 con il quattordicesimo numero.
L'intera serie a fumetti venne poi pubblicata in italiano da Panini Comics all'interno della collana Star Wars Omnibus in cinque volumi editi tra il 2012 e il 2017. La Panini ha curato anche le edizioni italiane delle ristampe Star Wars: A New Hope e Star Wars: The Empire Strikes Back, pubblicate rispettivamente come Star Wars - Una nuova speranza il 3 dicembre 2015 e Star Wars - L'Impero colpisce ancora il 6 ottobre 2016.

## Contenuti
Star Wars include gli adattamenti a fumetti dei film Guerre stellari e L'Impero colpisce ancora, che compongono dodici numeri della serie. Essendo usciti prima dei rispettivi film questi adattamenti sono però basati sulle sceneggiature originali e sui bozzetti preparatori, e per questo presentano alcune differenze rispetto alle pellicole finali. Ad esempio il secondo volume include una scena poi tagliata dal film dell'incontro tra Ian Solo e Jabba the Hutt, in cui l'aspetto dell'alieno non ha nulla a che vedere con la versione definitiva del lumacone che appare ne Il ritorno dello Jedi. Caso simile la prima apparizione di Yoda nel numero 41: poiché i dettagli sull'aspetto del personaggio vennero tenuti segreti dai realizzatori del film, il maestro Jedi del fumetto ha un aspetto molto più simile ai classici gnomi delle favole. Dopo l'uscita del film, nelle ristampe del fumetto l'aspetto di Yoda fu poi allineato a quello ufficiale. In altri casi invece le differenze sono dovute al fatto che la Lucasfilm avesse espressamente proibito di anticipare nel fumetto alcuni colpi di scena dei film; è questo il motivo per cui la lumaca spaziale dalla quale scappa il Millennium Falcon ne L'Impero colpisce ancora non venne mostrata nell'adattamento.
Tutti i numeri restanti esplorano storie inedite ambientate negli intervalli di tempo e dopo le pellicole della trilogia originale, salvo rare eccezioni che trattano eventi precedenti Guerre stellari. Gli autori del fumetto dovettero quindi ideare nuove storie, destreggiandosi tra le varie restrizioni imposte dalla Lucasfilm per non sovrapporsi troppo a situazioni che venivano tenute in serbo per i lungometraggi. Molte delle trame di Star Wars ripercorrono allora le avventure di Luke Skywalker, Ian Solo, della Principessa Leila e degli altri eroi della trilogia originale alle prese con Dart Fener o nuove minacce, in forma di alieni, cacciatori di taglie o agenti dell'Impero Galattico. Il fumetto fu anche il primo medium di Guerre stellari a esplorare eventi successivi alla sconfitta dell'Impero ne Il ritorno dello Jedi. Queste storie mostrano Ian e Leila in veste di diplomatici mentre tentano di convincere i pianeti della Galassia a unirsi all'Alleanza Ribelle, Luke impegnato nello studio della Forza e nell'educazione di una nuova generazione di Jedi, e nuovi nemici che prendono il posto dell'Impero.

## Accoglienza
Alimentato dalla buona campagna promozionale della Lucasfilm e della Marvel e dalla concorrente uscita del film, Star Wars si rivelò subito un successo, tanto che già a fine 1977 aveva superato i due milioni di copie vendute e risultò uno dei titoli più venduti fino al biennio 1979-1980. La soglia delle 100 000 copie vendute, stipulata in fase di contratto come limite al di sotto del quale la Marvel non avrebbe dovuto cedere royalties alla Lucasfilm, venne pertanto presto oltrepassata, permettendo alla Lucasfilm di rinegoziare l'accordo in modo vantaggioso e da una posizione di forza. Ciononostante il successo del fumetto salvò la Marvel da un tracollo finanziario nel 1977-1978. La critica ha però evidenziato come l'ottimo riscontro commerciale esulasse dai meriti artistici della serie, quasi privi di nota, ma era soprattutto dovuto al traino offerto dal contemporaneo boom del franchise di Guerre stellari.
Star Wars si è inoltre guadagnato la nomea di un'opera fortemente disallineata al canone ufficiale e proponente situazioni e personaggi a volte troppo bizzarri ed eccentrici. L'esempio più famigerato è quello del coniglio alieno antropomorfo verde Jaxxon, un contrabbandiere lepi che è apparso per la prima volta nel numero 8 della serie, e che a quanto pare infuriò lo stesso George Lucas che ne richiese l'immediata rimozione. La critica storica, tuttavia, inquadra il fumetto come figlio della sua epoca, un tempo in cui le storie a fumetti erano più leggere, audaci, piene di idee e di fantasia, e gli riconosce il merito di essere stata una delle prime opere dell'Universo espanso a proporre situazioni e personaggi inediti, a espandere il franchise oltre i confini temporali dei film e a ritagliarsi un proprio spazio nella storia del fumetto.